# Microdiplodia subtecta
Microdiplodia subtecta är en svampart som beskrevs av Allesch. 1901. Microdiplodia subtecta ingår i släktet Microdiplodia och familjen Botryosphaeriaceae.   Inga underarter finns listade i Catalogue of Life.